# Ulrich Timmermann
Ulrich Timmermann (* 1952 in Bochum) ist ein deutscher Journalist, Autor und Fotograf.

## Leben
Ulrich Timmermann studierte von 1971 bis 1977 an der Universität Münster Publizistik, Soziologie und Politikwissenschaft. Ab 1979 war er Referent für den Deutschen Jugendfotopreis, der vom Bundesministerium für Familie, Senioren, Frauen und Jugend jährlich gestiftet und finanziert wird.
Ab 1981 arbeitete er als wissenschaftlicher Mitarbeiter und leitender Redakteur im Grimme-Institut in Marl. Im Jahr 1996 wechselte er zum WDR. Dort leitete er u. a die Redaktionsgruppe „Neues Radio“ und das Medienmagazin des WDR „Töne, Texte, Bilder“ im Hörfunkprogramm WDR 5. Seit Anfang 2007 war er Leiter des Verbindungsbüros der Intendantin Monika Piel. Nachdem Tom Buhrow Intendant wurde, änderte diese Einrichtung ihren Namen in „Verbindungsbüro des Intendanten“. Ulrich Timmermann leitete dieses bis zu seiner Pensionierung 2016. Timmermann wurde 2019 als Mitglied in die Deutsche Gesellschaft für Photographie berufen.

## Leistungen
Im Grimme-Institut war er von 1988 bis 1995 leitender Redakteur der Medienfachzeitschrift „Agenda – Zeitschrift für Medien, Bildung und Kultur“ (ehemals „Weiterbildung & Medien“). Diese Zeitschrift bündelte die Diskussion über die Zukunft der Medien und ihrer Rolle für die Bildung in einer sehr bewegten Phase der Medienentwicklung. Von 1992 bis 1995 vertrat er als persönlich berufenes Mitglied das Institut im Kuratorium der Freiwilligen Selbstkontrolle Fernsehen (FSK).
Auch realisierte er für das Grimme-Institut u. a eine Studie zum Thema „Medienpädagogischer Atlas Nordrhein-Westfalen“, für den er ein entsprechendes Konzept entwarf. Von 2011 bis 2015 war Ulrich Timmermann als Vertreter des WDR im Aufsichtsrat des Grimme-Instituts.
Ulrich Timmermann war ab 2007 Mitglied im Projektbeirat „Qualitätsmanagement im Bürgerfunk“ der Deutschen Hörfunkakademie. Der Landesarbeitskreis „Qualität im Bürgerfunk“ hatte sich bereits 2004 mit dem Ziel formiert, die Arbeit der einzelnen Radiowerkstätten qualitativ zu verbessern. Daraus entstand letztendlich der Auftrag an die Deutsche Hörfunkakademie ein „Zertifikat“ zu entwickeln.
Ulrich Timmermann war fast zwei Jahrzehnte als Vertreter der ARD im Deutschen Kulturrat Ansprechpartner der deutschen Kulturverbände für die Belange des öffentlich-rechtlichen Rundfunks. Dies galt
u. a für zwei Dossiers zur Situation des öffentlich–rechtlichen Rundfunks in der Zeitung „Politik und Kultur“. Das erste Dossier wurde 2008 publiziert, als vor allem die Internetaktivitäten der öffentlich–rechtlichen Sender im Fokus der Auseinandersetzungen in der Politik standen (Stichwort: 12. Rundfunksänderungsstaatsvertrag). Das zweite Dossier entstand 2014 vor dem Hintergrund tiefgreifender Änderungen im Bereich der Grenzen zwischen Rundfunk-, Telekommunikations- und Netzpolitik und hat den Titel „Sind wir noch auf Sendung?“

## Fotografie und Camera obscura
Bereits während seines Studiums in Münster war Ulrich Timmermann Mitbegründer der „Fotogruppe Spiekerhof“. Die Gruppe beschäftigte sich intensiv mit der Camera obscura und ihren bildästhetischen Möglichkeiten als Gegenpol zur zunehmenden Vermassung und Technisierung herkömmlicher Fotografie.
Ulrich Timmermann konstatierte: „Die Faszination der Camera obscura beginnt mit dem Staunen“. Dem Staunen über die Apparatur und ihrer nur vordergründig simplen Technik, dass überhaupt durch eine einfache Pappschachtel oder eine Holzkiste Bilder mit starker Aussagekraft produziert werden können. Er schildert anschaulich diesen Moment in seinem Essay Gruß aus dem Dunkel: „Während, alle in totaler Dunkelheit verharrten, bohrte einer, von andächtig-gespanntem Schweigen begleitet, mit einem Handbohrer ein ca. zehn Millimeter großes Loch in die Labortür. Die Ah’s und Oh's nach einigen Sekunden des Akkommodierens, als auf dem aufgespannten weißen Papier das "Außen" hereinflutete, farbig, beweglich, auf dem Kopf und von märchenhafter Unschärfe […]“.
Aus dieser anfänglichen Faszination wurde schließlich eine lebenslange künstlerische Aufgabe für Ulrich Timmermann.
Ab 1975 führte er mit der Fotogruppe Experimente mit linsenlosen Lochkameras durch, veröffentlichte Texte dazu und erarbeitete umfangreiche thematische Bildzyklen. Von 1977 bis 1982 hatte er einen Lehrauftrag für „Experimentelle Fotografie“ an der Universität Osnabrück inne und betreute seine Studenten auch bei Projekten zur Camera obscura über die universitäre Ausbildung hinaus.
Zusammen mit seinen Kollegen Reinhold Elschot und Detlef Frevert gestaltete er den Bilderzyklus „Fremde Heimat“, für den sie das Ruhrgebiet bereisten und den krisenhaften Strukturwandel dieser Industrieregion mittels der Camera obscura bildnerisch reflektierten. Ulrich Timmermann erinnert sich: „Aufgenommen wird ein Kran, an dessen Ausleger eine tonnenschwere Stahlbirne befestigt ist, die in der Bildmitte auf dem Boden liegt. Rechts im Hintergrund das bereits ausgeweidete Ofenhaus, Rohrstümpfe, armdicke Kupferkabel, ein Schwelbrand überzieht alles mit schwarzem Ruß. Zwölf Minuten hocke ich neben der Kamera auf dem Boden, betrachte schweigend die Szenerie. Mit der Zeit erscheint sie mir als eine sphärische Kugel, die sich über der Kamera wölbt, die wiederum den Mittelpunkt dieser Kugel definiert. Körperlich spüre ich das Hineinsaugen des Lichts. Ich weiß: Es wird etwas entnommen, die Kamera saugt Energie ab, Licht.“
Auch konzipierte und konstruierte er zusammen mit Frank Marschall für das Ruhrgebietskunstprojekt „Grenzüberschreitung“ eine soziale Skulptur: „Das erste öffentliche Bimbofon“, ein Ensemble selbst gebauter Instrumente, das von mehreren Musikern zugleich bearbeitet werden muss. Es besteht aus Holztrommeln, Metallophonen, Röhrenglocken und Klangblechen.
Später dehnte Ulrich Timmermann das Spektrum seiner künstlerischen Arbeit aus. Dabei schuf er Rauminstallationen unter Einbeziehung der Camera Obscura, Collagetechniken aus experimentell–fotografischen und skriptoralen Elementen und entwickelte verschlüsselte Schriften.

### Ausstellungsbeteiligungen
- 1982: Der gebrochene Blick. Fotografien mit der Lochkamera oder Camera obscura-Fotografien.,[14] Akzisehaus Osnabrück, Deutschland
- 1983: Skulpturenmuseum Marl, Deutschland
- 1985: Sonderausstellung Der fremde Blick – Camera Obscura, Deutsches Filmmuseum,[15] Frankfurt am Main, Deutschland
- 1985: Grenzüberschreitung: Ein Künstlerprojekt im Ruhrgebiet. Ausstellung mit Projekten, Skizzen, Entwürfen, Fotos und Modellen von bildenden Künstlern, Literaten, Musikern und Mimen, Skulpturenmuseum Marl, Deutschland
- 1989: Künstlerische Techniken IV: Die Fotografie. Begleitende didaktische Ausstellung zur Ausstellung Das Foto als autonomes Bild. Experimentelle Gestaltung 1839 - 1989, Kunsthalle Bielefeld, Deutschland
- 1993: Zwischenzeit – Camera Obscura im Dialog, Ausstellung im Bunker, Siegen
- 2009: Grenzüberschreitung 2,[16] Künstlerzeche Unser Fritz 2/3
- 2010: Fremde Heimat – Fotografie mit der Camera obscura 1979 bis 1981, Grimme-Institut, Marl, Deutschland